# Bayou des mystères
| Recensione | Giudizio |
| ---------- | -------- |
| AllMusic   |          |

Bayou des mystères è un album (il primo per pubblicazione) di Zachary Richard, pubblicato dalla Kebec Disc Records nel 1976. Il disco fu registrato nella primavera del 1976 allo Studio in the Country, Bogalusa, Louisiana.

## Tracce
Lato A
1. J'ai été au bal – 3:32 (Brano tradizionale)
2. Chanson pour les enfants d'Acadie – 3:03 (Zachary Richard)
3. Colinda – 3:12 (Brano tradizionale)
4. Chanquis Chanque / Grand Gris Gris – 7:34 (Zachary Richard)

Lato B
1. Réveille – 4:02 (Zachary Richard)
2. Madeleine – 3:15 (Adam Herbert)
3. Beaux veux noirs – 4:04 (Zachary Richard)
4. C'est dur À croire – 3:33 (Zachary Richard)
5. Le stomp De Bosco – 4:11 (Brano tradizionale)
6. On a beau dit – 2:49 (Zachary Richard)

## Musicisti
- Zachary Richard - pianoforte, chitarra acustica, accordion, armonica, voce
- Big Steve Broussard - steel guitar, chitarra elettrica
- Kenneth Richard - mandolino, voce
- Bessyl Duhon - fiddle
- Michael Doucet - fiddle
- Bonnie Guidry - violino
- Randy Trappey - violino
- Roy Harrington - basso, voce
- John Prados - batteria
- Bill Usher - percussioni